# Mai Chửng
Mai Chửng (1940 - 2001), tên thật Nguyễn Mai Chửng, là một điêu khắc gia có nhiều tác phẩm theo trường phái hiện đại được chọn bày nơi công cộng. Tuy nhiên, nhiều tác phẩm của ông đã bị phá hủy.
Ông sinh tại Bình Định và theo học Cao đẳng Mỹ thuật Huế với điêu khắc gia Lê Ngọc Huệ mới từ Paris về. Tốt nghiệp Cao đẳng Mỹ thuật Huế năm 1961, ông tiếp tục học tại Quốc gia Cao đẳng Mỹ thuật ở Sài Gòn, tốt nghiệp năm 1963.
Năm 1968, ông bắt đầu dạy ở trường Quốc gia Cao đẳng Mỹ thuật và năm 1974 tại Đại học Kiến trúc Sài Gòn. Năm 1975 ông bị bắt học tập cải tạo, được thả cuối năm 1978.
Ông vượt biên và tới Mỹ năm 1981, sống ở Hawaii và sau đó Texas. Tại Texas, ông thực hiện một loạt tác phẩm điêu khắc bằng kim loại và bằng đất nung. Tháng 7 năm 2001, ông tham gia một cuộc triển lãm lớn của các họa sĩ, điêu khắc gia Việt Nam trong và ngoài nước, tổ chức tại Gallery Vĩnh Lợi tại Thành phố Hồ Chí Minh. Cuộc triển lãm có sự tham gia của Nguyễn Trung, Dương Văn Hùng, Hồ Hữu Thủ, Cù Nguyễn, Đinh Cường, Nguyên Khai, Nguyễn Lâm, Đỗ Quang Em, Nguyễn Phước, Trịnh Cung. Ngay đúng ngày triển lãm, ông ngã bệnh. Ông qua đời ngày 7 tháng 9 năm 2001 tại Dallas, Texas.

## Hội Họa sĩ Trẻ
Năm 1966, ông và nhiều họa sĩ, điêu khắc gia khác thành lập Hội Họa sĩ Trẻ ở Sài Gòn. Nhiều thành viên Hội Họa sĩ Trẻ sau này nổi tiếng, như: Nguyễn Trung, Nguyên Khai, Nghiêu Đề, Trịnh Cung, Đinh Cường, Nguyễn Quỳnh, Nguyễn Đồng, Nguyễn Thị Hợp, Hồ Thành Đức, Bé Ký, v.v.
Hội trưởng đầu tiên của Hội Họa sĩ Trẻ là Nghi Cao Uyên. Năm sau là Nguyễn Trung, và năm thứ ba là Mai Chửng.
Theo lời Mai Chửng thuật lại trong một cuộc phỏng vấn, "Hội của chúng tôi còn một điều đặc biệt là không có giấy tờ. Ngay cả vụ bầu bán chức vụ này nọ cũng không. Chức hội trưởng thay đổi phần lớn vì hoàn cảnh cá nhân, như bị đổi đi xa, không còn làm việc ở Sài Gòn thì không thể điều hành hội hữu hiệu".

## Tác phẩm

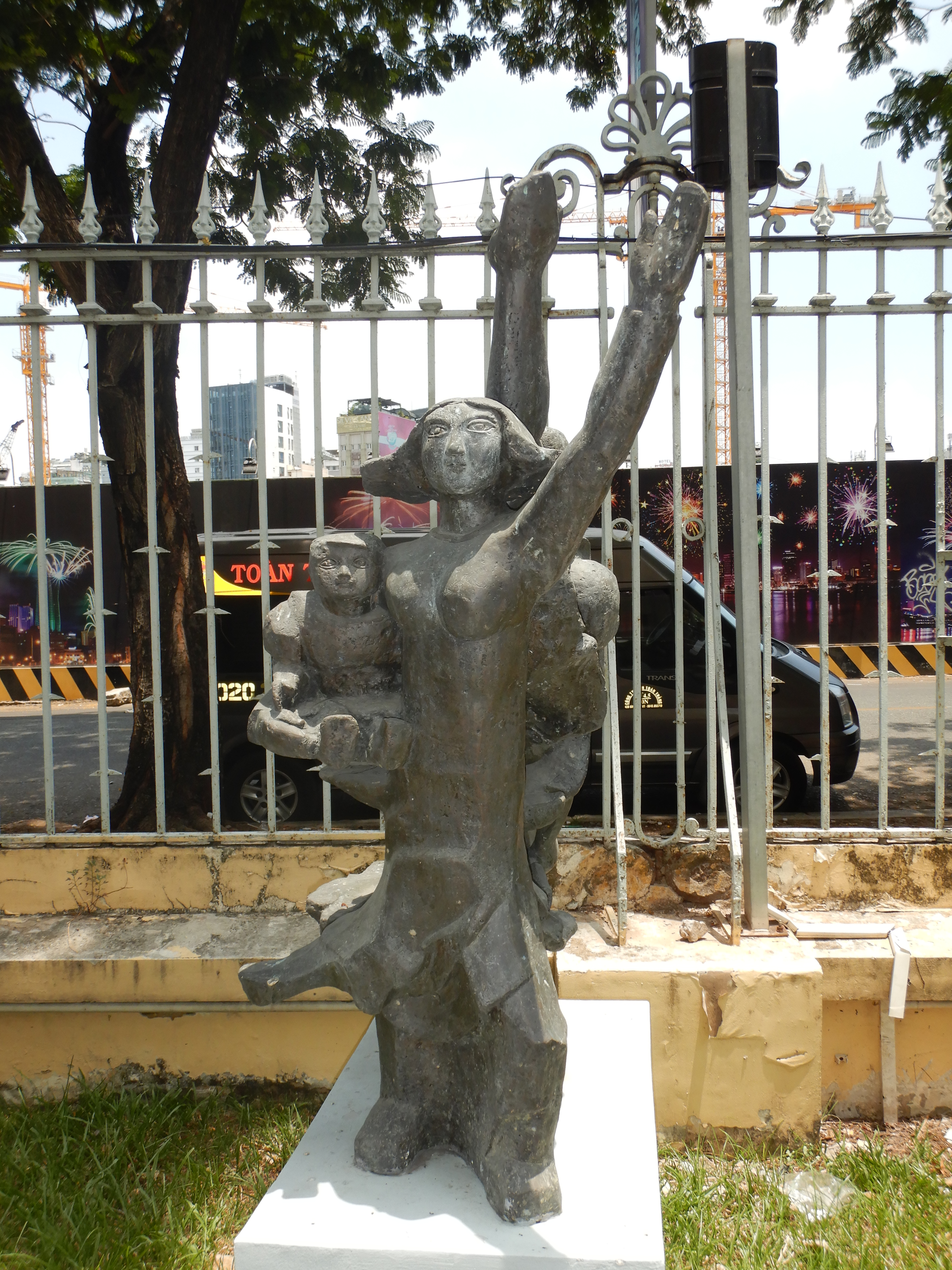
1972 Chiến thắng

Từ khi còn học ở Cao đẳng Mỹ thuật Huế, Mai Chửng tham gia cùng Lê Ngọc Huệ thực hiện một loạt tượng lớn theo kiểu mô-đéc đặt trong quảng trường nhà thờ La Vang, (Quảng Trị) vào đầu thập niên 60. Những pho tượng này có một vài tượng bị hư hại trong chiến tranh, nhất là trong cuộc giao tranh lớn năm 1972 đến nay vẫn còn và đã được tu sửa hoàn chỉnh.
Ông được biết đến như nhà điêu khắc tiên phong của Việt Nam trong việc sử dụng chất liệu kim loại trong điêu khắc.
Năm 1973, ông ra mắt tác phẩm Cái Mầm, dùng hàng ngàn vỏ đạn đồng hàn lại, cao 1,50 m, ý nói sự lớn lên trong chiến tranh. Tác phẩm này ra mắt tại gallery La Dolce Vita trong khách sạn Continental, Sài Gòn.
Ông thực hiện bức tượng Chị Em, đặt tại Thương xá Tam Đa. Sau 1975, bức tượng bị biến đâu mất.
Tác phẩm của ông nhiều người biết tới nhất có lẽ là Bông Lúa Con Gái. Bức tượng biểu hiện bó bông lúa đang sung sức, cao 13 m, làm bằng những mảng phế liệu đồng gắn lại, được dựng tại trung tâm thị xã Long Xuyên năm 1970. Tới năm 1975, bức tượng bị cho nổ và phá hủy.